# Мирослав (боярин)
Миросла́в (? — після 1235) — волинський боярин, воєначальник, дипломат, один з найближчих сподвижників волинського і галицького князя Данила Романовича і його матері княгині Анни.
У 1206 році допоміг Анні, яка після смерті Романа Мстиславича залишилась сама з малими дітьми, утекти з Володимира разом з княжичами Данилом і Васильком Романовичами до Польщі. 1211 року Анна послала Мирослава до краківського князя Лешека Білого з проханням сприяти переданню тоді берестейському князю Василькові Романовичу міста Белз. Мирослав допомагав Анні й Данилу Романовичу в боротьбі проти боярина Володислава Кормильчича, який 1213 р. вокняжився в Галичі. У 1219 році Мирослав допоміг Данилу захистити Галич від угрів. 1230 р. їздив разом з князем Васильком Романовичем на весілля владимирського князя Юрія Всеволодовича до Суздаля.
У 1230-ті рр. — радник і воєвода Данила Галицького. Неодноразово допомагав йому у боротьбі проти чернігівського князя Михайла Всеволодовича. Останній раз Мирослав згадується в Галицько-Волинському літописі в розповіді про події 1235, коли його разом з великим князем київським, Володимиром Рюриковичем після празки у битві біля Торчеська захопили в полон половці, союзники Михайла Всеволодовича.